# Motor Lublin (piłka nożna) w sezonie 1992/1993
Sezon 1992/1993 był dla Motoru Lublin 16. sezonem na drugim szczeblu ligowym. W trzydziestu czterech rozegranych spotkaniach, Motor zdobył 43 punkty i zajął 3. miejsce w tabeli. Trenerem zespołu w rundzie jesiennej oraz w czterech meczach rundy wiosennej był Waldemar Wiater. W pozostałej części sezonu zespół prowadził Mieczysław Broniszewski. 

## II liga
Po zakończeniu sezonu 1991/1992 i spadku Motoru do II ligi klub opuścili między innymi Leszek Pisz, Jacek Bąk oraz Zbigniew Grzesiak. Na pierwszym treningu w przerwie letniej piłkarze stawili się 6 lipca 1992. W dniach 14–22 lipca piłkarze przebywali na zgrupowaniu w Rudniku nad Sanem, gdzie rozegrali cztery mecze sparingowe: z Siarką Tarnobrzeg (2:2), Wisłoką Dębica (4:0), Orłem Rudnik (9:1) i Unią Nowa Sarzyna. 22 lipca 1992 Motor zagrał mecz kontrolny z Legią Warszawa (2:3) na Kresowej. Trzy dni później Motor zmierzył się z Radomiakiem w Pionkach (1:3), a 29 lipca na Kresowej ze Stalą Rzeszów (0:1). Rundę jesienną lubelski zespół zakończył na piątym miejscu z trzypunktową stratą do lidera Karpat Krosno.
W przerwie zimowej Motor rozegrał sparingi z Górnikiem Łęczna na boisku na Rusałce (1:1), Hetmanem Zamość (0:2), ze Stalą w Mielcu (2:2), Hutnikiem w Warszawie (2:2), Radomiakiem w Lublinie (1:1), Siarką w Tarnobrzegu (2:1) i Avią Świdnik. Na początku kwietnia 1993 nowym trenerem Motoru został Mieczysław Broniszewski. Po raz pierwszy poprowadził zespół 3 kwietnia 1993 w meczu z Petrochemią Płock. 
Przed 33. serią spotkań czołówka tabeli wyglądała następująco:
| Poz | Klub              | M  | Pkt | Bz | Bs |
| --- | ----------------- | -- | --- | -- | -- |
| 1.  | Polonia Warszawa  | 33 | 47  | 44 | 22 |
| 2.  | Stal Stalowa Wola | 33 | 42  | 45 | 29 |
| 3.  | Motor Lublin      | 33 | 41  | 34 | 18 |
| 4.  | Karpaty Krosno    | 33 | 40  | 40 | 21 |

W ostatniej kolejce Stal Stalowa Wola pokonała na wyjeździe Błękitnych Kielce i przypieczętowała awans do I ligi.

## Mecze ligowe w sezonie 1992/1993
| Data                 | Przeciwnik        | D/W | Miejsce                         | Wynik M/P | Strzelcy                                               | Widzów   | Źródło |
| -------------------- | ----------------- | --- | ------------------------------- | --------- | ------------------------------------------------------ | -------- | ------ |
|                      |                   |     |                                 |           |                                                        |          |        |
| RUNDA JESIENNA       |                   |     |                                 |           |                                                        |          |        |
|                      |                   |     |                                 |           |                                                        |          |        |
| 9 sierpnia 1992      | Hetman Zamość     | W   | Stadion Hetmana                 | 1:1       | Banaszek 26'                                           | 6 tys.   | [ 15 ] |
| 15 sierpnia 1992     | Resovia           | D   | Stadion przy al. Zygmuntowskich | 4:0       | Wójtowicz 9', Kamiński 48', Pisz 54' (k), Adamczyk 86' | 1361     | [ 16 ] |
| 23 sierpnia 1992     | Karpaty Krosno    | W   | Krosno                          | 0:0       |                                                        | 7 tys.   | [ 17 ] |
| 29 sierpnia 1992     | Chemik Bydgoszcz  | D   | Stadion przy al. Zygmuntowskich | 5:2       | Banaszek 7', Prokop 50', Czekański 54', 58', 64'       | 1 tys.   | [ 18 ] |
| 2 września 1992      | Petrochemia Płock | W   | Stadion Petrochemiii            | 0:0       |                                                        | 500      | [ 19 ] |
| 5 września 1992      | GKS Bełchatów     | W   | Stadion GKS-u                   | 2:1       | Banaszek 30', Pisz 65'                                 | 2,5 tys. | [ 20 ] |
| 12 września 1992     | Stal Stalowa Wola | D   | Stadion przy al. Zygmuntowskich | 0:0       |                                                        | 2,5 tys. | [ 21 ] |
| 19 września 1992     | Korona Kielce     | W   | Stadion Korony                  | 0:0       |                                                        | 800      | [ 22 ] |
| 26 września 1992     | Polonia Warszawa  | D   | Stadion przy al. Zygmuntowskich | 2:1       | Kamiński 37', Góra 59'                                 | 3 tys.   | [ 23 ] |
| 3 października 1992  | Avia Świdnik      | W   | Świdnik                         | 0:1       |                                                        | 3 tys.   | [ 24 ] |
| 10 października 1992 | Stal Rzeszów      | D   | Stadion przy al. Zygmuntowskich | 0:0       |                                                        |          | [ 25 ] |
| 17 października 1992 | Stomil Olsztyn    | W   | Stadion Stomilu                 | 0:0       |                                                        | 1,5 tys. | [ 26 ] |
| 24 października 1992 | Wisłoka Dębica    | D   | Stadion przy al. Zygmuntowskich | 1:0       | Czekański 33'                                          | 1 tys.   | [ 27 ] |
| 31 października 1992 | Boruta Zgierz     | W   | Zgierz                          | 1:0       | Czekański 33'                                          | 200      | [ 28 ] |
| 8 listopada 1992     | Górnik Konin      | D   | Stadion przy al. Zygmuntowskich | 0:0       |                                                        | 1 tys.   | [ 29 ] |
| 14 listopada 1992    | Błękitni Kielce   | W   | Kielce                          | 0:1       |                                                        | 500      | [ 30 ] |
| 21 listopada 1992    | Hutnik Warszawa   | D   | Stadion przy al. Zygmuntowskich | 3:0       | Góra 52', Prokop 80', Adamczyk 84'                     | 500      | [ 7 ]  |
|                      |                   |     |                                 |           |                                                        |          |        |
| RUNDA WIOSENNA       |                   |     |                                 |           |                                                        |          |        |
|                      |                   |     |                                 |           |                                                        |          |        |
| 7 marca 1993         | Hetman Zamość     | D   | Stadion przy al. Zygmuntowskich | 1:1       | Banaszek 48'                                           | 3 tys.   | [ 31 ] |
| 13 marca 1993        | Resovia           | W   | Rzeszów                         | 1:0       | Dec 85'                                                | 500      | [ 32 ] |
| 21 marca 1993        | Karpaty Krosno    | D   | Stadion przy al. Zygmuntowskich | 1:1       | Banaszek 4'                                            | 4,5 tys. | [ 33 ] |
| 27 marca 1993        | Chemik Bydgoszcz  | W   | Stadion Chemika                 | 0:2       |                                                        |          |        |
| 3 kwietnia 1993      | Petrochemia Płock | D   | Stadion przy al. Zygmuntowskich | 1:2       | Góra 75' (k)                                           |          | [ 13 ] |
| 10 kwietnia 1993     | GKS Bełchatów     | D   | Stadion przy al. Zygmuntowskich | 0:0       |                                                        | 300      | [ 34 ] |
| 17 kwietnia 1993     | Stal Stalowa Wola | W   | Stadion Stali                   | 0:0       |                                                        |          | [ 35 ] |
| 21 kwietnia 1993     | Korona Kielce     | D   | Stadion przy al. Zygmuntowskich | 1:0       | brak danych                                            |          |        |
| 2 maja 1993          | Polonia Warszawa  | W   | Stadion Polonii                 | 0:0       |                                                        |          | [ 36 ] |
| 8 maja 1993          | Avia Świdnik      | D   | Stadion przy al. Zygmuntowskich | 0:0       |                                                        | 2,5 tys. | [ 37 ] |
| 12 maja 1993         | Stal Rzeszów      | W   | Stadion Stali                   | 1:4       | Dec 79'                                                |          | [ 38 ] |
| 22 maja 1993         | Stomil Olsztyn    | D   | Stadion przy al. Zygmuntowskich | 2:0       | Pisz 36', Wójtowicz 56'                                |          | [ 39 ] |
| 2 czerwca 1993       | Wisłoka Dębica    | W   | Dębica                          | 2:1       | Banaszek 15', 28'                                      |          | [ 40 ] |
| 6 czerwca 1993       | Boruta Zgierz     | D   | Stadion przy al. Zygmuntowskich | 1:0       | Góra 12'                                               |          | [ 41 ] |
| 12 czerwca 1993      | Górnik Konin      | W   | Stadion Górnika                 | 0:0       |                                                        |          | [ 42 ] |
| 16 czerwca 1993      | Błękitni Kielce   | D   | Stadion przy al. Zygmuntowskich | 4:0       | Góra 24', 77', Banaszek 35', 48'                       | 1 tys.   | [ 43 ] |
| 20 czerwca 1993      | Hutnik Warszawa   | W   | Warszawa                        | 3:2       | Wójtowicz ?', Góra ?', Wałowski ?'                     |          | [ 14 ] |

## Puchar Polski na szczeblu centralnym
| Data                 | Runda | Przeciwnik         | D/W | Miejsce   | Wynik M/P   | Strzelcy | Źródło |
| -------------------- | ----- | ------------------ | --- | --------- | ----------- | -------- | ------ |
| 21 października 1992 | 1/16  | Zagłębie Wałbrzych | D   | Wałbrzych | 0:3 (dogr.) |          | [ 44 ] |